# Брати по зброї
Брати по зброї (англ. Band of Brothers) — американський телевізійний мінісеріал про Другу світову війну, створений за однойменною книгою історика і біографа Стівена Ембровза. Співпродюсерами серіалу виступили Стівен Спілберг і Том Генкс, що вдало співпрацювали ще при створенні фільму Врятувати рядового Раяна. Перший епізод був показаний на каналі HBO у вересні 2001 року, а сам серіал досі транслюється різними телеканалами по всьому світу.
У серіалі розповідається про бойовий шлях роти E («Easy») 2-го батальйону 506-го парашутно-десантного полку 101-ї повітряно-десантної дивізії США від тренувального табору в Таккоа, штат Джорджія, через висадку в Нормандії, операцію «Маркет Гарден» і Бастонську битву до кінця війни.
З 14 березня 2010 року по 16 травня 2010 року телеканал HBO показував 10-серійний мінісеріал Стівена Спілберга, Тома Генкса про Другу світову війну — «Тихий океан». Він також заснований на реальних подіях і присвячений діям морської піхоти США на тихоокеанському театрі військових дій.

## Назва мінісеріалу
Англійська назва книги Ембровза і мінісеріалу є цитатою з промови англійського короля Генріха V перед битвою при Азенкурі в п'єсі Вільяма Шекспіра «Генріх V» :
| And Crispin Crispian shall ne’er go by, From this day to the ending of the world, But we in it shall be remembered; We few, we happy few, we band of brothers; For he to-day that sheds his blood with me Shall be my brother; be he ne’er so vile, This day shall gentle his condition: And gentlemen in England now a-bed Shall think themselves accursed they were not here, And hold their manhoods cheap whiles any speaks That fought with us upon Saint Crispin’s day. |

Український переклад Віктора Ружицького:
| Цей день святих братів навіки вічні У пам'яті залишиться людській. А разом з ним і нас запам'ятають — Щасливців жменьку і братів по зброї. Того, хто нині кров проллє зі мною, За брата матиму; як був простим, Йому цей день шляхетність подарує. Хто в Англії, ті долю прокленуть, За те, що не звела сьогодні з нами: Приникшне їхня честь при кожній згадці Про битву в день святого Криспіана. |

Ці рядки цитуються Карвудом Ліптоном у фінальному епізоді серіалу.

## У ролях

### Основний склад
- Деміен Льюїс — лейтенант (пізніше капітан і зрештою майор) Річард Вінтерс (10 епізодів)
- Рон Лівінґстон — лейтенант (зрештою капітан) Льюїс Ніксон (10 епізодів)
- Меттью Сеттл — капітан Рональд Спірс (6 епізодів)
- Донні Волберг — сержант (зрештою лейтенант) Карвуд Ліптон (10 епізодів)
- Скотт Ґраймс — технік-сержант Дональд Маларкі (10 епізодів)
- Пітер Янґблад Гіллз — штаб-сержант Деррелл «Спритний» Паверс (10 епізодів)
- Шейн Тейлор — спеціаліст четвертого класу, медик Юджин «Док» Роу (10 епізодів)
- Меттью Лейтч — штаб-сержант Флойд «Теб» Телберт (10 епізодів)
- Рік Гомез — спеціаліст четвертого класу Джордж Луз (9 епізодів)
- Майкл Кадлітц — штаб-сержант Денвер «Бик» Рендлмен (9 епізодів)
- Ніколас Аарон — рядовий першого класу Роберт «Папай» Вінн (9 епізодів)
- Росс МакКолл — спеціаліст п'ятого класу Джозеф Лібґотт (9 епізодів)
- Джеймс Мадіо — спеціаліст четвертого класу Френк Перконте (9 епізодів)
- Філіп Баррантіні — рядовий Вейн «Худющий» Сіск (9 епізодів)
- Ніл Макдонаф — старший лейтенант Лінн «Бак» Комптон (8 епізодів)
- Декстер Флетчер — штаб-сержант Джон «Джонні» Мартін (8 епізодів)
- Джордж Каліл — сержант Джеймс «Мо» Еллі-мол. (8 епізодів)
- Нолан Геммінґс — штаб-сержант Чарльз Ґрант (8 епізодів)
- Рік Ворден — старший лейтенант Гаррі Велш (8 епізодів)
- Робін Лейнґ — рядовий першого класу Едвард «Новак» Еффрон (8 епізодів)

### Другорядний склад
- Дейл Дай — полковник (зрештою генерал-лейтенант) Роберт Ф. Сінк (7 епізодів)
- Майкл Фассбендер — технік-сержант Бартон «Пет» Крістенсон (7 епізодів)
- Френк Джон Г'юз — штаб-сержант Вільям «Дикий Білл» Ґарньє (7 епізодів)
- Тім Меттьюз — рядовий першого класу Алекс Пенкала (7 епізодів)
- Рене Л. Морено — спеціаліст п'ятого класу Джозеф Рамірез (7 епізодів)
- Дуглас Спейн — спеціаліст п'ятого класу Антоніо Гарсія (7 епізодів)
- Річард Спейт-мол. — сержант Воррен «Скіп» Мак (7 епізодів)
- Кірк Асеведо — штаб-сержант Джозеф Той (6 епізодів)
- Єйон Бейлі — рядовий першого класу Девід Кеньйон Вебстер (6 епізодів)
- Крейг Хіні — рядовий Рой В. Кобб (6 епізодів)
- Філ МакКі — майор (зрештою підполковник) Роберт Л. Стреєр (5 епізодів)
- Джеймі Бембер — молодший лейтенант Джек Е. Фоулі (3 епізоди)
- Рокі Маршалл — капрал Ерл «Одна легеня» МакКланґ (3 епізоди)
- Пітер О'Міра — старший лейтенант Норман Дайк (3 епізоди)
- Девід Швіммер — капітан Герберт Собел (3 епізоди)
- Марк Воррен — рядовий Альберт Блайт (3 епізоди)
- Стівен Ґрем — сержант Мирон «Майк» Ренні (2 епізоди)
- Колін Генкс — старший лейтенант Генрі Джонс (2 епізоди)
- Том Гарді — рядовий Джон Яновеч (2 епізоди)
- Саймон Пегг — перший сержант Вільям С. Еванс (2 епізоди)
- Ендрю Скотт — рядовий Джон «Ковбой» Холл (2 епізоди)
- Алекс Себга — капрал Френсіс Дж. Меллет (2 епізоди)
- Люк Гріффін — штаб-сержант Терренс «Солоний» Гарріс (1 епізод)
- Джеймс МакЕвой — рядовий Джеймс В. Міллер (1 епізод)
- Джордан Фріда — рядовий Кеннет Дж. Вебб (1 епізод)
- Джиммі Феллон — лейтенант Джордж Райс (1 епізод)
- Стівен МакКоул — старший лейтенант Фредерік Хайліґер (1 епізод)
- Джон Лайт — підполковник Девід Добі (1 епізод)

## Українське озвучення
У 2016 році студією НеЗупиняйПродакшн було створено українськомовне багатоголосе озвучення мінісеріалу на замовлення волонтерської спільноти Толока.
Ролі озвучували:
- Андрій Соболєв — Льюїс Ніксон, Роналд Спірз, Білл «Гонорея» Ґарньїр, Джо Лібґотт, Юджин Роу
- Михайло Кришталь — Карвуд Ліптон, Джон Мартін, Роберт Сінк, Роберт Стреєр, Ветерани (інтерв'ю)
- Олександр Солодкий — Дональд Маларкі, Воррен «Скіп» Мак, Джордж Лаз, Дональд Гублер, Флойд Тальберт
- Роман Молодій — Річард Вінтерс, Гаррі Велш, Денвер «Бугай» Рендлмен, Френк Перконте
- Дмитро Бузинський — Герберт Собел, Джо Той, Девід Вебстер
- Євген Сардаров — Роу Кобб, Едвард «Бейб» Гефрон
- Михайло Карпань — Тоні Ґарсія, Вейн «Скінні» Сіск
- Сергій Чуркін — Ветерани (інтерв'ю)
- Юлія Шаповал — міс Лемб, сестра Ренні

## Персонажі
Майор Річард Вінтерс — основний персонаж в серіалі. Спочатку був другим лейтенантом, потім був підвищений до першого. Командував ротою "Easy", поки не став командиром батальйону. Згодом був підвищений у званні до майора.
Старший лейтенант Лінн Бак Комптон. Колишній бейсболіст, командир другого взводу, брав участь у битвах в Нормандії, Нідерландах і обороні Бастоні. Нагороджений Срібною Зіркою, був поранений в Нідерландах. Після того, як його близькі друзі (Білл Ґарньє і Джо Той) отримали поранення у Бастоні, у Бака стався нервовий зрив і він був відправлений до госпіталю. Після війни став суддею і розслідував справу про вбивство Роберта Кенеді.
Спеціаліст четвертого класу Френк Перконте після війни став листоношею в Чикаго.
Штаб-сержант Деррелл «Спритний» Паверс після війни працював механіком у вугільній корпорації «Клінфілд».
Спеціаліст четвертого класу, медик Юджин «Док» Роу після війни працював будівельним підрядником, помер в 1998 р.
Штаб-сержант Денвер «Бик» Рендлмен після війни повернувся в Арканзас і зайнявся земельним бізнесом.
Капітан Рональд Спірс після капітуляції Німеччини і Японії залишився служити в армії і воював у Кореї. Дослужився до підполковника.

## Бюджет і маркетинг
Бюджет мінісеріалу склав приблизно $125 млн, або в середньому $12,5 млн за епізод. Ще $15 млн були витрачені на рекламну кампанію.

## Нагороди
Мінісеріал був номінований на дев'ятнадцять нагород Еммі, і виграв шість, в тому числі «Найкращий мінісеріал». Він також завоював Золотий глобус у номінації «Найкращий мінісеріал або телефільм». Виграв нагороду від Американського інституту кіномистецтва в номінації «Фільм чи мінісеріал року». Виграв у 2003 році нагороду від Гільдії сценаристів США за адаптований сценарій для шостого епізоду («Бастонь»).